# Људмила Туришчева
Људмила Ивановна Туришчева (рус. Людми́ла Ива́новна Тури́щева; Ludmilla Turischeva, Ludmilla Tourischcheva или Ljudmila Turichtchieva; рођена 7. октобра 1952. године у Грозном) је бивша руска гимнастичарка и светски првак који је донео златну медаљу Совјетском Савезу.

## Каријера
Туришчева је почела да се бави гимнастиком 1965. године у тринаестој години живота. Године 1967. улази у олимпијски тим Совјетског Савеза. Представљала је своју земљу на Летњим олимпијским играма 1968. године. Заједно са својим тимом однела је златну медаљу а то јој је био и највећи рођендански поклон који је могла себи да приушти.
Две године касније, Људмила постаје лидер совјетског тима. Од 1970. до 1974. године доминира јна скоро свим великим међународним такмичењима, освајајући злато као и најбољи класман на светском првенству 1975. године. Сматрало се да прикупила класични совјетски стил : грациозност, елеганцију, беспрекорна форму и инзваредну технику.
На Летњим олимпијским играма 1972. године у Минхену, Људмила је освојила златну медаљу у више наврата, али била је засењена изненадном популарношћу њене млађе сународнице Олге Корбут. Квалификовала се у сва четири финала такмичења, освојила је сребро и бронзу. Била једна од првих женских гимнастичарки које су користиле два одвојена дела музике за своје подне рутине на међународном такмичењу. Током такмичења користила је музику из филма Циркус под називом „Март”.
На Европском првенству 1975. године освојила је четврто место у свим категоријама и била је позади тринљестогошње руске гимнастичарке Нађе Команечи, на другом месту се налазила Нели Кин и на првом месту Алеонор Кине. Након повреде у пределу леђа прави кратку паузу али се убрзо враћа и такмичи се на Летњим играма 1976. у Монтреалу, где је са својом екипом освојила треће злато.
Године 1980. британски новинар Давид Хун написао је да "никада није била љубоморна на своје ривале зато је била врхунска у свом послу". Ова реченица је сјајно илустрована када је током Светског првенства 1975. године на стадиону Вемблеи у Лондону, сломљена кука која је држала потпорне каблове и који су узроковали да се апарат распадне и сруши баш кад је Туришчева завршила своју тачку. Поздравивши судије, она је сишла са подијума, а да се није ни окренула да погледа остатке апарата. Наставила је да осваја све финале и сва четири финала турнира. Годинама касније, за инцидент је рекла да је у том моменту мислила само једно: да мора довршити своју рутину и „држати је“. Расторотски, њен тренер, рекао је, „Људмила ће се борити до смрти у било којој ситуацији”.

Данас је друга од две жене која је освојила све Гренд слемове, Светскa првенствa, Светски куп и Европско првенство. Такође је једна од само две жене која је освојила четири златне медаље на једном Светском првенству (1974.) године. Била је позната и по свом љубазном понашању. На Олимпијским играма 1976. обишла је подијум да лично честита шампиону Команечи и руковала се са њом пре него што је прихватила сопствену медаљу.

## Живот након гимнастике
Године 1977, Туришчева се удала за спринтера Валерија Борзова, двоструког олимпијског шампиона 1972. године. Она је изабрана у Технички комитет за женску уметничку гимнастику Међународне гимнастичке федерације (FIG) 1981. и остала је ангажована у гимнастичкој дворани као тренер, међународни судија и званичник Украјинске гимнастичке федерације. Једна од њених штићеница била је Украјинка Лилија Подкопајева, добитница златне медаље у вишебоју на Олимпијским играма 1996. године.
Туришчева је добила разне награде за своју гимнастичку каријеру, укључујући трофеј Жене у спорту од Међународног олимпијског комитета. Године 1998, примљена је у Међународну галерију славних гимнастике.

## Епонимна вештина
Туришчева има једну истоимену вештину наведену у Кодексу поена.
| Апарат | Име       | Опис                     | Тешкоћа |
| ------ | --------- | ------------------------ | ------- |
| Коњ    | Туришчева | Туришчевљино пресавијање | 3,2     |

1. ↑  Важи за Кодекс бодова 2022-2024

## Медаље (неолимпијске)
| Година | Догађај            | AA | Тим | VT | UB | BB | FX |
| ------ | ------------------ | -- | --- | -- | -- | -- | -- |
| 1967   | Куп СССР           | 1. |     |    |    |    |    |
| 1968   | Куп СССР           | 3. |     |    |    |    |    |
| 1969   | Европска првенства | 3. |     |    | 3. |    | 3. |
| 1969   | Првенство СССР     | 3. |     | 2. |    | 2. | 2. |
| 1969   | Куп СССР           | 1. |     |    |    |    |    |
| 1970   | Светска првенства  | 1. | 1.  | 3. | 2. |    | 1. |
| 1970   | Првенство СССР     |    |     |    | 1. |    | 1. |
| 1970   | Куп СССР           | 3. |     |    |    |    |    |
| 1971   | Европска првенства | 1. |     | 1. | 2. | 2. | 1. |
| 1971   | Првенство СССР     |    |     | 2. | 3. |    | 2. |
| 1971   | Куп СССР           | 1. |     |    |    |    |    |
| 1972   | Првенство СССР     | 1. |     | 1. | 1. |    |    |
| 1972   | Куп СССР           | 2. |     |    |    |    |    |
| 1973   | Европска првенства | 1. |     | 1. | 1. | 1. | 1. |
| 1973   | Првенство СССР     |    |     | 1. | 1. |    |    |
| 1973   | Куп СССР           | 1. |     |    |    |    |    |
| 1974   | Светска првенства  | 1. | 1.  | 2. | 3. | 1. | 1. |
| 1974   | Првенство СССР     | 1. |     |    |    |    |    |
| 1974   | Куп СССР           | 1. |     |    |    |    |    |
| 1975   | Светски куп        | 1. |     | 1. | 1. | 1. | 1. |
| 1975   | Европска првенства |    |     |    |    |    | 3. |
| 1975   | Првенство СССР     | 3. |     | 1. |    |    |    |
| 1976   | Куп СССР           | 2. |     |    |    |    |    |

## Приватан живот
Године 1977, Туришчева се удала за спринтера Валерија Борзова, двоструког олимпијског првака 1972. године. Изабрана је у Технички комитет за женску уметничку гимнастику Међународне федерације за гимнастику (ФИГ) 1981. године и остала је укључена у гимнастику као тренер, међународни судија и званичник украјинског гимнастичког савеза. Једна од њених заштитница била је Лилиа Подкопајева из Украјине, освајачица златне медаље на Олимпијади 1996. године.
Добила је разне награде за своју гимнастичку каријеру, укључујући трофеј Жене у спорту од Међународног олимпијског комитета. 1998. године примењена је у Кућу славних међународне гимнастике.